# Tipula (Pterelachisus) middendorffi unicolor
Tipula (Pterelachisus) middendorffi unicolor is een ondersoort van de tweevleugelige Tipula (Pterelachisus) middendorffi uit de familie langpootmuggen (Tipulidae). De ondersoort komt voor in het Palearctisch gebied.